# Heinrich von Haymerle

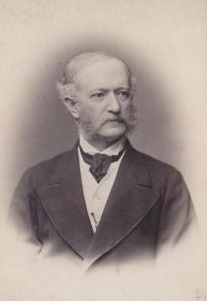
Baron Haymerle

Baron Heinrich Karl von Haymerle (Wenen, 7 december 1828 – aldaar, 10 oktober 1881) was een Oostenrijks staatsman. Hij nam deel aan de studentenopstanden tijdens de revoluties van 1848 en ontsnapte op het nippertje aan executie. Later trad hij in diplomatieke dienst en was hij actief als secretaris van de Oostenrijkse gezantschappen in Athene, Dresden en Frankfurt en als ambassadeur in Kopenhagen (1864). Haymerle nam deel aan de onderhandelingen over het Verdrag van Praag (1866) en was ook actief op de missies in Berlijn, Constantinopel (1868), Athene (1869), Den Haag (1872) en het Italiaanse hof (1877). Hij vertegenwoordigde Oostenrijk-Hongarije op het Congres van Berlijn in 1878 en diende als minister van Buitenlandse Zaken van 1879 tot 1881. In deze functie zette hij zich in het bijzonder in voor een vriendschappelijke verhouding met Italië en voor het versterken van de alliantie met Duitsland.